# Ritmo idioventricolare accelerato
Il ritmo idioventricolare accelerato (RIVA) è un ritmo ventricolare con una frequenza cardiaca compresa tra 40 e 120 battiti al minuto. Il termine idioventricolare significa "che riguarda o influenza esclusivamente il ventricolo" e si riferisce a qualsiasi aritmia ventricolare ectopica. L'aritmia idioventricolare accelerata si distingue dai ritmi ventricolari con frequenze inferiori a 40 batt/min e da quelli con frequenze superiori ai 120 batt/min (tachicardia ventricolare). Spesso viene osservata mentre accelera gradualmente superando il ritmo sinusale producendo una dissociazione AV isoritmica. Può essere presente alla nascita. Tuttavia, è più comunemente associata con la cardiopatia ischemica, la sindrome coronarica acuta, la cardiopatia reumatica, cardiomiopatia dilatativa e miocardite.

## Fisiopatologia
Nei cuori normali il battito cardiaco nasce nel nodo del seno e attraversa il nodo atrioventricolare per raggiungere i ventricoli cardiaci, ma se un focus normalmente soppresso dall'attività sinusale prende il sopravvento, come può succedere nelle bradicardie, si può presentare il ritmo idioventricolare.
Si ritiene che il meccanismo dell'aritmia risieda nell'aumentato automatismo in una regione del ventricolo; comunque in talune situazioni come nell'ischemia miocardica o nell'intossicazione digitalica, può essere secondario da eventi trigger.
Il RIVA è un ritmo generalmente benigno e non richiede trattamento specifico: solo in corso di infarto miocardico acuto può essere necessaria la somministrazione di atropina o un overdrive atriale (cioè un'elettrostimolazione), che interrompano l'aritmia.